# Rana kunyuensis
Rana kunyuensis là một loài ếch trong họ Ranidae. Chúng là loài đặc hữu của Trung Quốc.
Các môi trường sống tự nhiên của chúng là rừng ôn đới, vùng đồng cỏ ôn đới, và sông. Loài này đang bị đe dọa do mất môi trường sống.